# Sphenomorphus aesculeticola
Sphenomorphus aesculeticola este o specie de șopârle din genul Sphenomorphus, familia Scincidae, descrisă de Inger, Lian, Lakim și Paul Yambun în anul 2001. Conform Catalogue of Life specia Sphenomorphus aesculeticola nu are subspecii cunoscute.